# Канале II (Ровиго)
Канале II је насеље у Италији у округу Ровиго, региону Венето.
Према процени из 2011. у насељу је живело 52 становника. Насеље се налази на надморској висини од 0 м.